# کنوانسیون بدترین شکل‌های کار کودکان
کنوانسیون بدترین شکل‌های کار کودکان (انگلیسی: Worst Forms of Child Labour Convention) کنوانسیون ممنوعیت و اقدام فوری برای لغو بدترین نوع کار کودکان که به اختصار کنوانسیون بدترین شکل کار کودکان مشهور است در سال ۱۹۹۹ به وسیلهٔ سازمان بین‌المللی کار (ILO) در بند شماره ۱۸۲ پیمان ILO تصویب شد. این یکی از ۸ بند پایه‌ای پیمان سازمان بین‌المللی کار ILO است. با تصویب این قطعنامه کشور خود را متعهد به اقدام فوری در زمینه حذف بدترین شکل کار کودکان می‌کند. در تاریخ مصوبات سازمان بین‌المللی کار از سال ۱۹۱۹ تا کنون این یک گام تند و سریع به جلو است. برنامه بین‌المللی از بین بردن پدیده کار کودکان ILO (IPEC) مسئولیت کمک به کشورها در این زمینه و نیز مسئول نظارت بر اجرای آن است. یکی از شیوه‌هایی که IPEC بکار می‌گیرد، استفاده از برنامه زمان‌بندی شده در این مورد است. سازمان بین‌المللی کار ILO نیز توصیه در مورد بدترین شکل‌های کار کودکان شماره ۱۹۰ را در سال ۱۹۹۹ تصویب کرده‌است. توصیه رعایت بدترین خطرهایی است که کودکان حین کار با آن مواجه می‌شوند، از جمله این موارد است.

## مصوبات
از بین ۱۸۷ عضو سازمان بین‌المللی کار ILO تعداد ۱۸۱ کشور تا سال ۲۰۱۷ این پیمان را قبول و تصویب کرده‌اند و برخی از مناطق خودمختار خارج از سرزمین اصلی دولت‌ها این پیمان را امضا نکرده‌اند.

## تعریف اشکال کار سخت کودکان
کنوانسیون ۱۸۲ اشکال کار سخت کودکان را بشرح زیر توضیح داده‌است:
- هر شکل از بردگی یا اقدامی شبیه بردگی
- فروش کودکان - قاچاق کودکان، که بمعنای استخدام کودکان و بردن آن‌ها دور از خانه و خانواده به‌جهت استثمار آنها.
- بیگاری مابازاء بدهی نزد شخص طلبکار، یا سرواژ
- استفاده نظامی از کودکان.
- تجارت کودکان برای استثمار جنسی آن‌ها یا واسطه‌گری برای این کار؛ و وادار کردن کودکان به تن‌فروشی، یا هرزه نگاری
- فراهم آوردن کودکان برای دیگری که آن‌ها را در کارهای غیراخلاقی و غیرقانونی بکار بگیرد. این موضوع تحت عنوان به‌کارگیری کودکان به وسیلهٔ بزرگترها در ارتکاب جنایت (CUBAC) نظیر مواد مخدر و کارهای قاچاق آمده‌است.
- کارکشیدن از کودک به‌طور طبیعی که به وضعیت جسمی یا روحی او آسیب برساند.[۵][۶]

علاوه بر موارد ذکر شده در کنوانسیون ۱۸۲، سازمان جهانی کار در پیشنهاد شماره ۱۹۰ خود، فعالیت‌های زیر را برای کودکان خطرناک تلقی می‌کند و به دولت‌ها توصیه می‌کند که جلوی استفاده از کودکان در این فعالیت‌ها را بگیرند:
- کارهایی که کودکان را از نظر فیزیکی یا روانی در معرض سوء استفاده جنسی قرار می‌دهد.
- کار در زیر سطح زمین، زیر آب، ارتفاع بسیار بالا، مکان‌های محدود و بسته.
- کار با ماشین‌های سنگین یا ابزارآلات خطرناک، یا حمل و نقل وسایل سنگین به صورت دستی.
- کار در محیط‌هایی که برای سلامتی مضر است مانند اماکنی که در آن‌ها مواد شیمیایی مضر وجود دارد یا سر و صدا یا دمای هوا یا لرزش زیاد است به نحوی که به سلامتی آسیب می‌رساند.
- کار تحت شرایط سخت مانند: کار برای مدت زمان طولانی، کار در طول شب، کار در اماکنی که به شکل غیرقابل قبولی محدود و در کنترل صاحب کار باشد به نحوی که انگار کودک در چنگال کارفرما گرفتار است.